# 연극과 그 이중
연극과 그 이중(Le théâtre et son double, The Theatre and Its Double)은 프랑스의 시인이자 극작가 앙토냉 아르토가 남긴 수필 모음집이다.
20세기 초 프랑스에서 연출가로, 배우로, 극작가로 활약했던 연극인 아르토는 조명, 의상, 음악, 몸짓이 어우러진 발리 연극에서 연극의 이상을 본다. 이후 각종 매체에 기고한 글과 지인들에게 보낸 편지를 통해 기성 연극과 확연히 구분되는, 자신만의 독특한 연극론을 피력했다. 그리고 이 글들을 모아 편집한 ≪연극과 그 이중≫에서 이를 ‘잔혹연극’이라 명명했다. 현대연극사상 가장 독창적이고 실험적인 극 운동으로 평가되는 ‘잔혹연극’은 이후 전위극, 부조리극에 영향을 미쳤다.

## 내용
아르토의 잔혹연극론은 브레히트의 서사극 이론과 반대 지점을 향한다. 관객의 감정이입을 극도로 경계하는 서사극과 달리 잔혹연극은 오히려 관객과 무대, 배우의 몰아일체를 향해 간다. 이를 위해 객석과 무대의 구분도 없애 버린다. 이 책은 이런 아르토의 연극 이론을 1차 정리한 편집본으로, 1931년부터 아르토가 여러 매체에 기고해 온 글, 지인들과 주고받은 편지 가운데서 연극에 대한 텍스트만 발췌해 모은 것이다. 1936년, 이 책이 출간된 뒤 아르토는 정신 착란으로 병원에 수용되어 자신의 연극 이론을 본격적으로 체계화할 기회를 갖지 못했다. ≪연극과 그 이중≫은 아르토가 남긴 사실상 유일한 연극 이론서인 셈이다. 이 책에 인용된 두 차례의 “잔혹연극” 선언을 통해 아르토가 밝힌 잔혹연극 개념과 지향은, 그럼에도 후대에 계승되어 현대 연극사에 큰 영향을 미쳤다. 20세기 초, 현란했던 연극계의 역동 가운데서 아르토의 ‘잔혹연극’은 특히 베케트, 그로토프스키, 보알 등으로 이어지며 오늘날 교육과 심리 치료 분야에서도 대안적 방법론과 길을 제시한다.
아르토가 처음 ‘잔혹연극’을 선언했을 때 사람들은 곧장 피로 빨갛게 물든 무대, 살인과 근친상간이 난무하는 잔인하고 비도덕적인 무대를 떠올렸다. 여전히 ‘잔혹연극’은 무섭고 잔인한, 피비린내 나는 무대 자체로 연결되곤 한다. 하지만 이런 무대는 잔혹연극이 추구하는 방향으로 나아가기 위해 우리의 의식을 두드리는 가장 초보적인 수단일 뿐 잔혹연극의 전부는 아니다. 아르토도 사람들이 “잔혹”이란 단어를 어떻게 받아들일지 잘 알고 있었다. 그런데도 어째서 아르토는 자신이 추구하는 연극을 “잔혹연극”이라 불렀을까? 이 책 서문인 ‘연극과 문화’에서 그 의도를 확인할 수 있다. 아르토에게 사회를 지탱하는 문화란 한낱 나태한 인습일 뿐 삶의 목적, 본질과는 거리가 멀었다. 어떻게 하면 연극이 문화, 문명이란 이름의 단단한 벽을 허물고 삶을 해방시킬 수 있을까, 아르토의 고민은 거기에 있었다. 이를 위해 연극 무대는 문화와 문명을 단호히 거부해야 했다. 문화와 문명을 부정하는 무대는 그 속에 머문 사람들에게 충격과 공포를 선사했다. ‘잔혹’하게 비치는 무대는 바로 문화, 문명에 길들여진 우리의 의식을 두드려 깨기 위한 일종의 충격요법이다.

## 같이 보기
- 르 몽드가 선정한 세기의 도서 100권